# Torda-miúda-do-pacífico
A torda-miúda-do-pacífico, (Synthliboramphus antiquus) é uma ave da família dos alcídeos. Esta espécie distribui-se pelo norte do Oceano Pacífico.